# Zofia Radwańska-Paryska
Zofia Bronisława Wanda Elwira Radwańska zwana Kejsi (ur. 3 maja 1901 w Warszawie, zm. 24 października 2001 w Zakopanem) – botaniczka, taterniczka, pisarka. Żona i współtowarzyszka pracy Witolda Henryka Paryskiego. W 1945 została pierwszą ratowniczką TOPR, a w 1948 pierwszą kobietą – przewodnikiem tatrzańskim.

## Życiorys
Urodziła się w Warszawie jako najstarsze (z szóstki) dzieci Ryszarda Stanisława Jana Radwańskiego (1873–1948) artysty malarza i Leokadii Maksymiliany Karwowskiej (1879–1945). 
Ukończyła studia botaniczne i geograficzne na Uniwersytecie Warszawskim, w 1933 przedstawiła pracę doktorską dotyczącą badań nad żyworodnością roślin w Polsce.
Od 1921 bywała corocznie w Tatrach (od początku jako czł. PTT), uprawiając intensywnie turystykę (często samotnie). Wprowadzała w Tatry wiele osób, organizując dla nich wycieczki i propagując poznanie i ochronę przyrody tatrzańskiej. Od roku 1923 zaczęła intensywnie uprawiać wspinaczkę i narciarstwo wysokogórskie, stając się w następnym dziesięcioleciu jedną z czołowych polskich taterniczek. Wspinała się w towarzystwie wybitnych wspinaczy owych czasów, m.in. Tadeusza Pawłowskiego, Witolda H. Paryskiego (przyszłego męża), Stanisława Grońskiego, Henryka Mogilnickiego, Stanisława Motyki, Stefana i Tadeusza Bernadzikiewiczów, Tadeusza Orłowskiego, Macieja Zajączkowskiego, Wawrzyńca Żuławskiego, dokonując wielu bardzo trudnych, w tym szeregu pierwszych przejść w Tatrach polskich i słowackich. Związała się w tym czasie z pracą w Klubie Wysokogórskim, biorąc udział (jako jedyna w latach międzywojennych kobieta) w klubowych wyprawach wspinaczkowych w Alpy: w roku 1937 (jako pierwsza Polka weszła wówczas m.in. na Grandes Jorasses, Matterhorn i Monte Rosę) i 1938 (w Wysokich Taurach. W 1939 r. pojechała jako kierownik wyprawy narciarskiej w Dolomity (m.in. narciarskie wejście na Marmoladę).
W 1938 osiadła w Zakopanem na stałe, najpierw (jak za poprzednich pobytów) mieszkając wśród zaprzyjaźnionych górali, a po wojnie kolejno na Antałówce i na Kozińcu. W latach 30. XX w. była jedną z czołowych polskich taterniczek i alpinistek. W Tatrach dokonała licznych przejść dróg klasycznych o nadzwyczajnym stopniu trudności (m.in. wschodnią i zach. ścianą Kościelca, pd.-wsch. i pd. ścianą Zamarłej Turni, pn. ścianą Mnicha). Przez wiele lat była członkiem Polskiego Towarzystwa Geologicznego.
Była przeciwniczką powstania kolei linowej na Kasprowy Wierch i do końca życia nigdy z niej nie skorzystała.
Została pochowana w mogile obok męża na Cmentarzu Zasłużonych na Pęksowym Brzyzku w Zakopanem (sektor P-II-58).

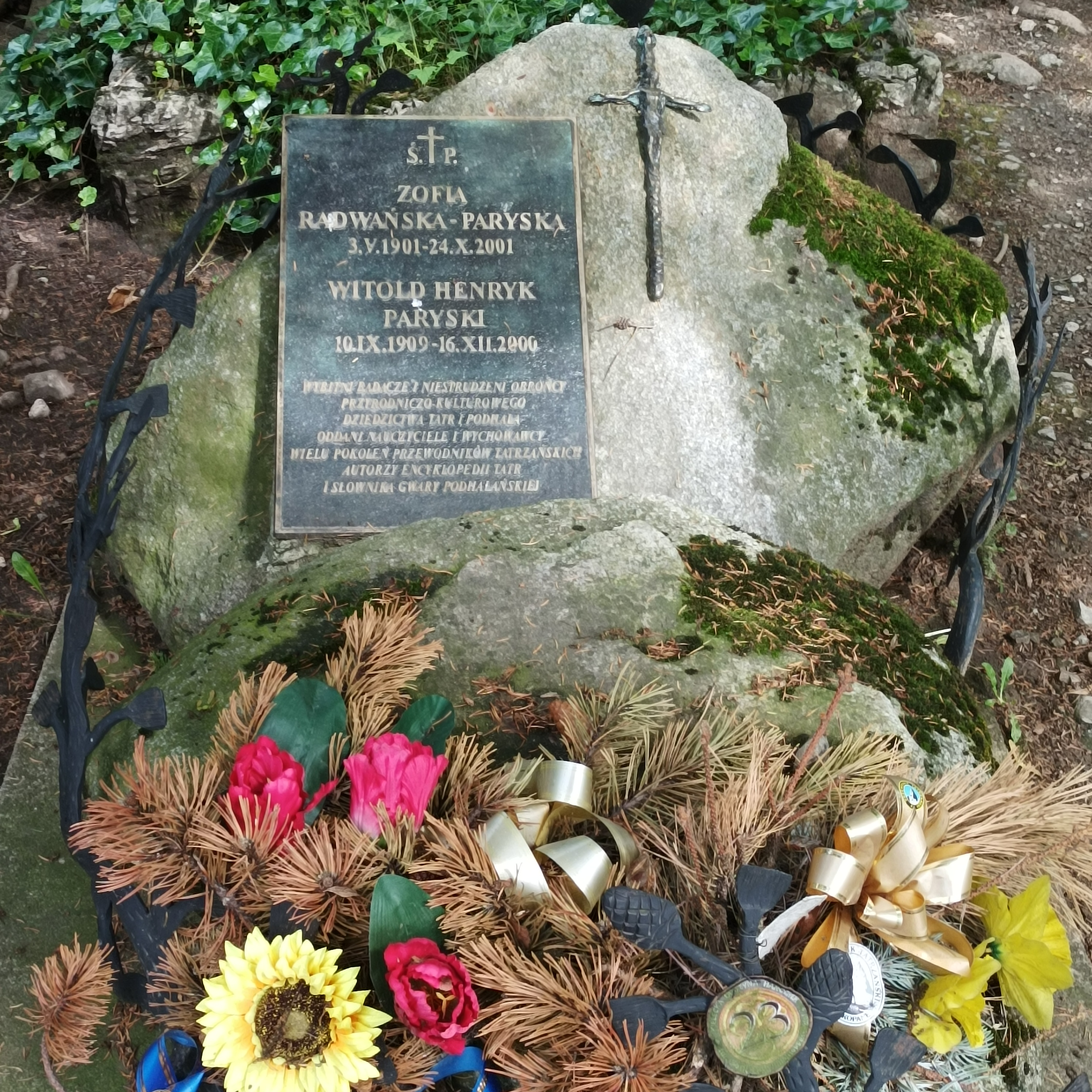
Grób Witolda Paryskiego i Zofii Radwańskiej-Paryskiej na Cmentarzu Zasłużonych na Pęksowym Brzyzku

W 2002 roku Akademickie Koło Przewodników Tatrzańskich w Krakowie przyjęło Zofię i Witolda Henryka Paryskich za swoich patronów. Zofia Radwańska-Paryska jest patronką XV Beskidzkiej Drużyny Harcerek „Przełęcz” i 22 Warszawskiej Drużyny Harcerek „Jaworzyna”, od 2011r. jej imię nosi 23 Kielecka Drużyna Harcerek oraz od 2015 roku także 3 Podgórska Drużyna Harcerek "Róża Wiatrów" (z Krakowa).
Odznaczona Krzyżem Komandorskim z Gwiazdą Orderu Odrodzenia Polski.

## Ważniejsze publikacje
- Skalne drogi w Tatrach Wysokich (1938) – współautorstwo z Tadeuszem Pawłowskim,
- Badania nad żyworodnością roślin na terenie Polski (1933; praca doktorska),
- Zielony świat Tatr (1953, 1963),
- Mozaika tatrzańska (1956),
- Polskie nazwy góralskie roślin Tatr i Podtatrza (1962),
- Roślinność synantropijna we florze Tatr (1963),
- Materiały do rozmieszczenia dendroflory Tatr i Podtatrza (1975),
- Rośliny tatrzańskie (1988),
- Brat Cyprian z Czerwonego Klasztoru i jego zielnik (1985),
- Zielnik Brata Cypriana z Czerwonego Klasztoru (1991),
- Słownik gwarowy góralskich nazw roślin z Tatr i Podtatrza (1992),
- Wielka encyklopedia tatrzańska (1995; wyd. 2 rozszerzone 2004) – współautorstwo z Witoldem H. Paryskim.